# Aphthona punctiventris
Aphthona punctiventris là một loài bọ cánh cứng trong họ Chrysomelidae. Loài này được Mulsant & Rey miêu tả khoa học năm 1874.